# Perambahan
Perambahan is een bestuurslaag in het regentschap Banyuasin van de provincie Zuid-Sumatra, Indonesië. Perambahan telt 1537 inwoners (volkstelling 2010).